# Liga de Voleibol Superior Masculino
La Liga de Voleibol Superior Masculino è la massima serie del campionato portoricano di pallavolo maschile: al torneo partecipano sei squadre di club portoricane e la squadra vincitrice si fregia del titolo di campione di Porto Rico.

## Storia
La prima edizione della Liga de Voleibol Superior Masculino viene giocata nel 1958, anno della fondazione della FPV. Il campionato si svolge con cadenza annuale fino al 2008 e con cadenza stagionale dal 2009-10. 
Nel 1959 il campionato è stato assegnato a tavolino ai Changos de Naranjito: i finalisti, i Cafeteros de Yauco, non si presentarono per disputare la finale per protestare contro il tesseramento di due giocatori jugoslavi da parte degli avversari; un solo giocatore si presentò per disputare la finale, Julio Camacho, così la squadra fu sospesa per un anno e scontò la pena in tempo per disputare il campionato successivo. Nel 1967 i Leones de Ponce perdono a tavolino la finale contro i Changos de Naranjito: l'intera squadra, in vantaggio per 2 vittorie contro 1 nella serie finale, decise di non disputare gli incontri successivi come forma di protesta per la sospensione ed espulsione di un atleta. Fino al 1971 la storia della Liga de Voleibol Superior Masculino viene segnata da una egemonia da parte dei Changos de Naranjito e dei Cafeteros de Yauco, vincitori in cinque edizioni del torneo, e dei Leones de Ponce, con tre titoli nazionali all'attivo; oltre a queste tre franchigie, solo i Brujos de Guayama riescono a conquistare uno scudetto.
Nel 1972 non viene completata la finale tra i Cafeteros de Yauco, in vantaggio per 2 vittorie contro 1, e Changos de Naranjito: nella quarta gara, disputata a Naranjito, i tifosi locali, in seguito al vantaggio per 2-1 degli ospiti, iniziarono a lanciare pietre in campo, costringendo all'intervento le forze dell'ordine; in seguito a questi episodi il campionato venne sospeso. Nel 1974 il campionato non viene disputato, mentre l'anno dopo la finale tra Cafeteros de Yauco e Gigantes de Adjuntas viene nuovamente sospesa, in seguito agli scontri tra le tifoserie, al fine di tutelare gli atleti, prima della decisiva gara-7. La prima metà degli anni settanta, oltre ai campionati non terminati o mai iniziati, vede imporsi come campionati nazionali due nuove franchigie, ossia i Gigantes de Adjuntas e i Mets de Guaynabo; nella seconda metà, un'altra nuova franchigia, i Plataneros de Corozal, iscrive il proprio nome nell'albo d'oro torneo e conquista ben quattro titoli consecutivi.
Negli anni ottanta, dopo un'iniziale alternanza tra Patriotas de Lares e Plataneros de Corozal, con due scudetti a testa, inizia un assolo da parte dei Changos de Naranjito protrattosi anche nel primo decennio del nuovo millennio, con la conquista di diciotto titoli nazionali, con serie anche di sei consecutivi. La franchigia di Corozal, con altri cinque successi nel corso di questo trentennio, emerge come principale antagonista per i naranjileños; oltre alle due principali forze del campionato, in questi anni si fanno largo solo altre quattro franchigie, in grado di conquistare un titolo ciascuna, ossia i Leones de Ponce, i Caribes de San Sebastián, i Rebeldes de Moca e i Patriotas de Lares. Dal 1986 al 1991, inoltre, l'elevato numero di squadre partecipanti e il dislivello tra le formazioni vertice e le altre danno vita a un cambio di format: il torneo viene diviso in due sezioni (A e B), con retrocessioni e promozioni da una sezione all'altra.
Con l'avvento degli anni duemiladieci forze nuove si ergono nella Liga de Voleibol Superior Masculino con la conquista del primo scudetto da parte di Gigantes de Carolina, Cariduros de Fajardo e Capitanes de Arecibo; proprio gli arecibeños danno vita a un breve dualismo con i Mets de Guaynabo, sfidandosi in tre finali consecutive e vincendone due, prima dell'inizio del dominio da parte della franchigia di Guaynabo, capace di conquistare quattro titoli consecutivi e, nel complesso, cinque in sette finali consecutive disputate. Nel 2020 il torneo viene cancellato a causa della pandemia da Covid-19.

## Albo d'oro
| Anno             | Podio                    | Podio                     | Podio         |               |
| Campione         | Seconda                  | Terza                     |               |               |
| ---------------- | ------------------------ | ------------------------- | ------------- | ------------- |
| 1958 Dettagli    | Changos de Naranjito     | Cardenales de Río Piedras | -             |               |
| 1959 Dettagli    | Changos de Naranjito     | Cafeteros de Yauco        | -             |               |
| 1960 Dettagli    | Brujos de Guayama        | Changos de Naranjito      | -             |               |
| 1961 Dettagli    | Cafeteros de Yauco       | Brujos de Guayama         | -             |               |
| 1962 Dettagli    | Cafeteros de Yauco       | Leones de Ponce           | -             |               |
| 1963 Dettagli    | Leones de Ponce          | Cafeteros de Yauco        | -             |               |
| 1964 Dettagli    | Leones de Ponce          | Cafeteros de Yauco        | -             |               |
| 1965 Dettagli    | Leones de Ponce          | Cafeteros de Yauco        | -             |               |
| 1966 Dettagli    | Cafeteros de Yauco       | Leones de Ponce           | -             |               |
| 1967 Dettagli    | Changos de Naranjito     | Leones de Ponce           | -             |               |
| 1968 Dettagli    | Cafeteros de Yauco       | Changos de Naranjito      | -             |               |
| 1969 Dettagli    | Changos de Naranjito     | Cafeteros de Yauco        | -             |               |
| 1970 Dettagli    | Changos de Naranjito     | Cafeteros de Yauco        | -             |               |
| 1971 Dettagli    | Cafeteros de Yauco       | Changos de Naranjito      | -             |               |
| 1972 Dettagli    | Non terminato            | Non terminato             | Non terminato | Non terminato |
| 1973 Dettagli    | Gigantes de Adjuntas     | Cafeteros de Yauco        | -             |               |
| 1974             | Non disputato            | Non disputato             | Non disputato | Non disputato |
| 1975 Dettagli    | Non terminato            | Non terminato             | Non terminato | Non terminato |
| 1976 Dettagli    | Mets de Guaynabo         | Plataneros de Corozal     | -             |               |
| 1977 Dettagli    | Plataneros de Corozal    | Mets de Guaynabo          | -             |               |
| 1978 Dettagli    | Plataneros de Corozal    | Changos de Naranjito      | -             |               |
| 1979 Dettagli    | Plataneros de Corozal    | Changos de Naranjito      | -             |               |
| 1980 Dettagli    | Plataneros de Corozal    | Patriotas de Lares        | -             |               |
| 1981 Dettagli    | Patriotas de Lares       | Plataneros de Corozal     | -             |               |
| 1982 Dettagli    | Plataneros de Corozal    | Patriotas de Lares        | -             |               |
| 1983 Dettagli    | Patriotas de Lares       | Plataneros de Corozal     | -             |               |
| 1984 Dettagli    | Plataneros de Corozal    | Changos de Naranjito      | -             |               |
| 1985 Dettagli    | Changos de Naranjito     | Plataneros de Corozal     | -             |               |
| 1986 Dettagli    | Changos de Naranjito     | Plataneros de Corozal     | -             |               |
| 1987 Dettagli    | Plataneros de Corozal    | Changos de Naranjito      | -             |               |
| 1988 Dettagli    | Changos de Naranjito     | Caribes de San Sebastián  | -             |               |
| 1989 Dettagli    | Changos de Naranjito     | Caribes de San Sebastián  | -             |               |
| 1990 Dettagli    | Changos de Naranjito     | Plataneros de Corozal     | -             |               |
| 1991 Dettagli    | Changos de Naranjito     | Plataneros de Corozal     | -             |               |
| 1992 Dettagli    | Changos de Naranjito     | Plataneros de Corozal     | -             |               |
| 1993 Dettagli    | Changos de Naranjito     | Plataneros de Corozal     | -             |               |
| 1994 Dettagli    | Leones de Ponce          | Plataneros de Corozal     | -             |               |
| 1995 Dettagli    | Changos de Naranjito     | Playeros de San Juan      | -             |               |
| 1996 Dettagli    | Changos de Naranjito     | Cafeteros de Yauco        | -             |               |
| 1997 Dettagli    | Changos de Naranjito     | Patriotas de Lares        | -             |               |
| 1998 Dettagli    | Changos de Naranjito     | Rebeldes de Moca          | -             |               |
| 1999 Dettagli    | Caribes de San Sebastián | Changos de Naranjito      | -             |               |
| 2000 Dettagli    | Rebeldes de Moca         | Changos de Naranjito      | -             |               |
| 2001 Dettagli    | Changos de Naranjito     | Caribes de San Sebastián  | -             |               |
| 2002 Dettagli    | Patriotas de Lares       | Changos de Naranjito      | -             |               |
| 2003 Dettagli    | Changos de Naranjito     | Playeros de San Juan      | -             |               |
| 2004 Dettagli    | Changos de Naranjito     | Plataneros de Corozal     | -             |               |
| 2005 Dettagli    | Changos de Naranjito     | Caribes de San Sebastián  | -             |               |
| 2006 Dettagli    | Changos de Naranjito     | Gigantes de Adjuntas      | -             |               |
| 2007 Dettagli    | Changos de Naranjito     | Caribes de San Sebastián  | -             |               |
| 2008 Dettagli    | Plataneros de Corozal    | Patriotas de Lares        | -             |               |
| 2009-10 Dettagli | Plataneros de Corozal    | Mets de Guaynabo          | -             |               |
| 2010 Dettagli    | Gigantes de Carolina     | Plataneros de Corozal     | -             |               |
| 2011-12 Dettagli | Cariduros de Fajardo     | Patriotas de Lares        | -             |               |
| 2012-13 Dettagli | Capitanes de Arecibo     | Mets de Guaynabo          | -             |               |
| 2013-14 Dettagli | Mets de Guaynabo         | Capitanes de Arecibo      | -             |               |
| 2014 Dettagli    | Capitanes de Arecibo     | Mets de Guaynabo          | -             |               |
| 2015 Dettagli    | Mets de Guaynabo         | Gigantes de Carolina      | -             |               |
| 2016-17 Dettagli | Mets de Guaynabo         | Caribes de San Sebastián  | -             |               |
| 2017 Dettagli    | Non terminato            | Non terminato             | Non terminato | Non terminato |
| 2018 Dettagli    | Mets de Guaynabo         | Gigantes de Adjuntas      | -             |               |
| 2019 Dettagli    | Mets de Guaynabo         | Indios de Mayagüez        | -             |               |
| 2020             | Non disputato            | Non disputato             | Non disputato | Non disputato |
| 2021 Dettagli    | Changos de Naranjito     | Caribes de San Sebastián  | -             |               |
| 2022 Dettagli    | Mets de Guaynabo         | Changos de Naranjito      | -             |               |
| 2023 Dettagli    | Caribes de San Sebastián | Changos de Naranjito      | -             |               |
| 2024 Dettagli    | Caribes de San Sebastián | Mets de Guaynabo          | -             |               |

## Palmarès
| Squadra                  | Titolo | Stagione |
| ------------------------ | ------ | --- |
| Changos de Naranjito     | 24     | 1958, 1959, 1967, 1969, 1970, 1985, 1986, 1988, 1989, 1990 1991, 1992, 1993, 1995, 1996, 1997, 1998, 2001, 2003, 2004 2005, 2006, 2007, 2021 |
| Plataneros de Corozal    | 9      | 1977, 1978, 1979, 1980, 1982, 1984, 1987, 2008, 2009-10                                                                                      |
| Mets de Guaynabo         | 7      | 1976, 2013-14, 2015, 2016-17, 2018, 2019, 2022                                                                                               |
| Cafeteros de Yauco       | 5      | 1961, 1962, 1966, 1968, 1971 |
| Leones de Ponce          | 4      | 1963, 1964, 1965, 1994 |
| Patriotas de Lares       | 3      | 1981, 1983, 2002 |
| Caribes de San Sebastián | 3      | 1999, 2023, 2024 |
| Capitanes de Arecibo     | 2      | 2012-13, 2014 |
| Brujos de Guayama        | 1      | 1960 |
| Gigantes de Adjuntas     | 1      | 1973 |
| Rebeldes de Moca         | 1      | 2000 |
| Gigantes de Carolina     | 1      | 2010 |
| Cariduros de Fajardo     | 1      | 2011-12 |